# Рид у Инкрајсу
Рид у Инкрајсу град је у северозападној Аустрији у покрајини Горња Аустрија и седиште је истоименог округа.

## Природне одлике
Град је смештен 260 км западно од Беча и 80 km северно од Линца, главног града покрајине. 
Смештен је у валовитом подручју подно Алпа. Надморска висина града је око 430 m. 

## Становништво
| 1981.  | 1991.  | 2001.  | 2011.  |
| ------ | ------ | ------ | ------ |
| 10.855 | 11.260 | 11.404 | 11.394 |

По процени из 2016. у граду је живело 11775 становника. Последњих деценија број становника града стагнира.